# Arbatskaja (metrostation Moskou, Arbatsko-Pokrovskaja-lijn)
Arbatskaja (Russisch: Арбатская) is een station aan de Arbatsko-Pokrovskaja-lijn van de Moskouse metro. Het station is in 1952-1953 gebouwd ter vervanging van twee stations van de vooroorlogse westtak, namelijk het iets westelijker gelegen gelijknamige station en Kalininskaja, het huidige Aleksandrovski Sad. Stalin liet een geboorde tunnel tussen het Kremlin en station Kievskaja bouwen omdat hij de vooroorlogse stations veel te kwetsbaar vond en bovendien onbruikbaar als schuilkelder bij een nucleaire aanval. Het station is geopend op 5 april 1953 waarop de vooroorlogse ondiep gelegen stations werden gesloten. In 1958 werden die als zelfstandige lijn 4 heropend en ontstond een overstappunt tussen de lijnen 1, 3 en 4. In 1986 is hier nog de overstap naar lijn 9 bij gekomen.